# 쇼인진자마에역
쇼인진자마에역(일본어: 松陰神社前駅, しょういんじんじゃまええき)은 일본 도쿄도 세타가야구에 있는 도쿄 급행 전철의 역이다. 역 번호는 SG04이다.

## 역 구조
상대식 승강장 2면 2선의 지상역이다.
통상으로는 무인역이지만 본 역이 근처역인 고쿠시칸 대학・고쿠시칸 중・고등학교 입시 날에는 임시로 역무원이 배치되어 운임 수령 및 승하차 정리 등을 실시한다.

### 승강장
| 승강장 | 노선        | 방향 | 행선                        |
| ------ | ----------- | ---- | --------------------------- |
| 남     | 세타가야 선 | 하행 | 가미마치・시모타카이도 방면 |
| 북     | 세타가야 선 | 상행 | 산겐자야 방면               |

## 역 주변
- 세타가야 구청
- 세타가야 합동 청사
  - 도쿄 도 세타가야 도세 사무소
  - 세타가야 세무서
  - 도쿄 법무국 세타가야 출장소
  - 세타가야 구립 세타가야 도서관
- 세타가야 와카바야시산 우편국
- 쇼인 신사
- 일본 성공회 도쿄 성십자 교회
- 고쿠시칸 대학 세타가야 캠퍼스
- 쇼인 신사대로 상점가

## 역사
- 1925년 1월 18일: 영업 개시.

## 인접역
| 도쿄 급행 전철 세타가야 선     | 도쿄 급행 전철 세타가야 선 | 도쿄 급행 전철 세타가야 선       |
| ------------------------------ | -------------------------- | -------------------------------- |
| SG 03 와카바야시 산겐자야 방면 |                            | 세타가야 SG 05 시모타카이도 방면 |